# Walter Kaitna
Walter Kaitna (1914.) je bivši austrijski hokejaš na travi. 
Na hokejaškom turniru na Olimpijskim igrama 1952. u Helsinkiju je igrao za Austriju, koja je ispala u četvrtzavršnici, a nakon razigravanja po kup-sustavu osvojila 7. mjesto. Bio je najstariji austrijski igrač u toj reprezentaciji.

## Vanjske poveznice
- Profil na Sports Reference.com  Arhivirana inačica izvorne stranice od 16. prosinca 2012. (Wayback Machine)